# 小艾廷根
小艾廷根是德国巴伐利亚州的一个市镇。总面积15.66平方公里，总人口1255人，其中男性666人，女性589人（2011年12月31日），人口密度80人/平方公里。